# Vincenz Czerny
Vincenz Czerny, celým křestním jménem Vincentius Florianus Franciscus Czerny (19. listopadu 1842 Trutnov – 3. října 1916 Heidelberg), byl chirurg, jehož hlavní přínosy byly v oblasti onkologické a gynekologické chirurgie a vysokoškolský pedagog.

## Život
Jeho otec byl trutnovský lékárník. Nejprve studoval na Karlo-Ferdinandově univerzitě v Praze, později přešel na Vídeňskou univerzitu, kde byl žákem Ernsta Wilhelma von Brücke (1819–1892). Poté zůstal ve Vídni jako asistent Johanna Rittera von Oppolzera (1808–1871) a Theodora Billrotha (1829–1894). V roce 1866 složil státní zkoušku a získal lékařský doktorát. V roce 1868 se stal doktorem chirurgie. V roce 1871 se stal profesorem chirurgie na univerzitě ve Freiburgu.
V roce 1877 byl Czerny jmenován profesorem na univerzitě v Heidelbergu, kde vystřídal chirurga Gustava Simona (1824–1876). V roce 1906 založil Institut für Experimentelle Krebsforschung (Institut pro experimentální výzkum rakoviny), který byl předchůdcem dnešního Německého centra pro výzkum rakoviny (DKFZ) v Heidelbergu. Zde založil nemocnici pro 47 pacientů s rakovinou, známou jako Samariterhaus (Samaritánský dům).
Czerny vyvinul operační techniky pro chirurgii rakoviny. Je také připomínán pro jeho léčbu pacientů s neoperovatelnou rakovinou. V roce 1887 provedl Czerny první otevřenou parciální nefrektomii pro renální karcinom.
Czerny přispěl k dalším chirurgickým oborům, včetně nové radikální operace tříselné kýly, pyelolitotomie pro onemocnění ledvinových kamenů. V roce 1879 provedl první totální hysterektomii přes vagínu. Byl nazýván „otcem kosmetické chirurgie prsu“; v roce 1895 publikoval první zprávu o prsním implantátu, který provedl posunutím benigního lipomu, aby se „vyhnul asymetrii“ po odstranění nádoru u prsu pacienta.
V roce 1901 byl Czerny prezidentem Německé chirurgické společnosti a v roce 1908 byl prezidentem Mezinárodního chirurgického kongresu. V roce 1902 se Czerny stal prorektorem univerzity v Heidelbergu. Jeho tchán byl proslulý německý lékař Adolf Kussmaul (1822–1902).